# Chrysoperla defreitasi
Chrysoperla defreitasi is een insect uit de familie van de gaasvliegen (Chrysopidae), die tot de orde netvleugeligen (Neuroptera) behoort. 
Chrysoperla defreitasi is voor het eerst wetenschappelijk beschreven door Brooks in 1994.